# Протопоповка (Сумская область)
Протопоповка (укр. Протопопівка) — село,
Никитовский сельский совет,
Ямпольский район,
Сумская область,
Украина.
Село ликвидировано в ? году.

## Географическое положение
Село Протопоповка находится на левом берегу реки Свесса,
выше по течению примыкает село Гирино,
ниже по течению на расстоянии в 1,5 км расположено село Никитовка.

## История
- ? — село ликвидировано.